# Ebon

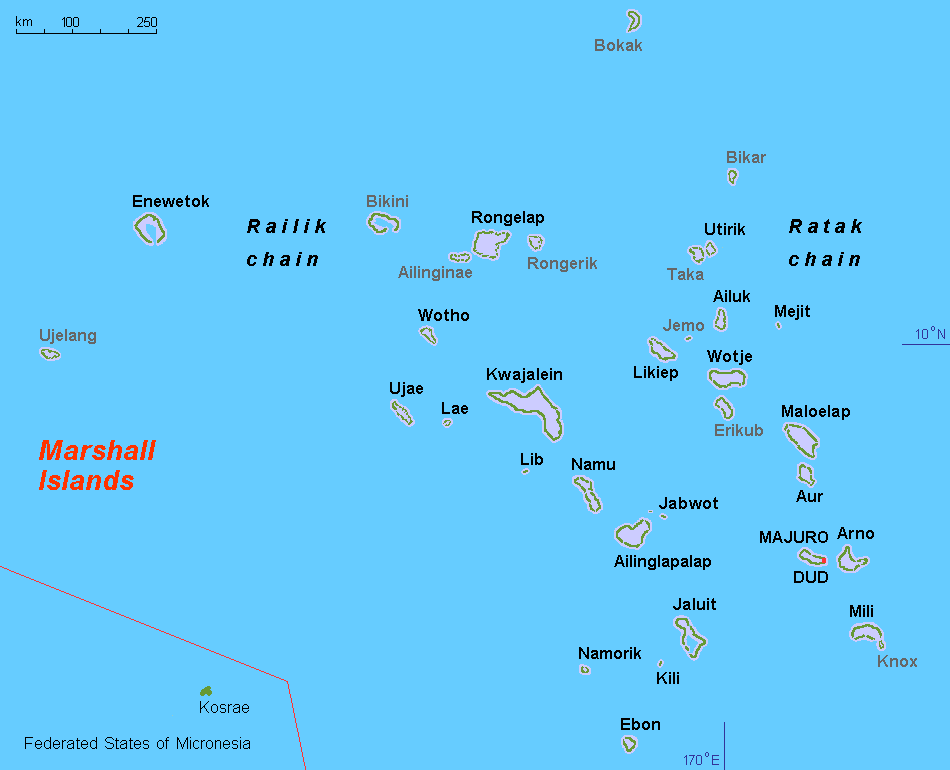
Marshallöarna, Ebon längst ned

Ebon (Marshallesiska Epoon) är en atoll bland Raliköarna i norra Stilla havet och tillhör Marshallöarna.

## Geografi
Ebon ligger ca 360 km sydväst om huvudön Majuro.
Atollen är en korallatoll och har en total areal om ca 109, 6 km² med en landmassa på ca 5,75 km² och en lagun på ca 103,83 km² (1). Atollen är den sydligaste bland Marshallöarna och består av ca 22 öar och den högsta höjden är på endast 5 m ö.h. (2).
De större öarna är:
- Ebon,även Jittoen,  huvudön, i den södra delen
- Emej, i den västra delen
- Enekoion, i den norra delen
- Enilok, i den västra delen
- Jittaken, i den östra delen
- Toke, i den västra delen

Befolkningen uppgår till ca 900 invånare (3). Förvaltningsmässigt utgör atollen en egen "municipality" (kommun). Atollens flygplats Ebon Airport (flygplatskod "EBO") ligger på huvudön och har kapacitet för lokalt flyg.

## Historia
Raliköarna har troligen bebotts av mikronesier sedan cirka 1000 f.Kr. och några öar upptäcktes redan 1526 av spanske kaptenen Alonso de Salazar.
Ebon upptäcktes den 27 december 1799 av amerikanske kapten Christopher Bently (4). Öarna hamnade senare under spansk överhöghet.
Neuguinea-Compagnie, ett tyskt handelsbolag, etablerades sig på Raliköarna kring 1859 och den 22 oktober 1885 köpte Kejsardömet Tyskland hela Marshallöarna av Spanien. Bolaget Jaluit-Gesellschaft förvaltade nu öarna fram till den 13 september 1886 då området först blev ett tyskt protektorat och 1906 blev del i Tyska Nya Guinea (5).
Under första världskriget ockuperades området i oktober 1914 av Japan som i december 1920 även erhöll ett förvaltningsmandat - det Japanska Stillahavsmandatet - över området av Nationernas förbund efter Versaillesfreden 1919.
Under andra världskriget användes ögruppen som militärbas av Japan tills USA erövrade området våren 1944. Därefter hamnade ögruppen under amerikansk överhöghet. 1947 utsågs Marshallöarna tillsammans med hela Karolinerna till "Trust Territory of the Pacific Islands" av Förenta nationerna och förvaltades av USA fram till landets autonomi 1979.